# 尾張国解文
尾張国解文（おわりのくにのげぶみ）は、永延2年11月8日（988年12月19日）付で尾張国の郡司・有力農民（田堵負名）が国守である藤原元命の非法失政を訴えるために朝廷に訴えた文書（解文）。全31か条からなり、これを受けて元命は翌年の除目で解任された。尾張国郡司百姓等解文（おわりのくにぐんじひゃくしょうらげぶみ）とも。

## 概要
内容は検田を行って正税を加徴する、公出挙や地子などの加徴を行う、交易の際に百姓から安価で絹を買い上げて余剰を他国で高値にて売りつける（賦課として買い上げる額は定まっているため、結果的に大量の絹を強制的に買い上げることができる）、尾張を通過する官吏や救民に対する食料・国内の施設の修繕費及び工事に携わる人々への費用・更に国衙の官人に対する給与や食料などを横領して京都の私邸に運ばせているにもかかわらず、公文書には適正に支出したと記している、元命の子弟・郎党による狼藉、運送負担の強制、元命の出勤怠慢、都の命令でも自分に都合の悪い公文書を公布しない、その他元命やその身内による私利追求行為などが記されている。
10世紀以後、国司の地方支配に対する住民の不満から国司苛政上訴と呼ばれる越訴や武力を伴う国司・国衙襲撃なども相次いだ。「尾張国解文」は原本は残されていないものの、鎌倉時代の写本が全文残されているなど伝存状況が良く、当時の地方政治と国司苛政上訴の実態を伝える文書として評価されている。もっとも、尾張国では10世紀から11世紀にかけて国司苛政上訴が計4回発生しており、元命が極端な悪政を行っていたわけではない。また、解文自体も和風の四六駢儷体という高い文章作成能力を要する漢文体を採っており、当時の地方文化の高さを示すとする見方と実際には郡司らの意向を受けた京都の文人が作成したとする見方がある。更に元命自身花山天皇期に登用された人物であり、寛和の変による花山朝系の官人の排斥に巻き込まれて不当に中傷されたとする見方もある。
写本としては、1281年（弘安4年）写本の早稲田大学所蔵本（重要文化財）、1311年（応長元年）写本の東京大学史料編纂所所蔵本（1304年（嘉元2年）具注暦紙背文書）、1325年（正中2年）写本の真福寺所蔵本（重要文化財）などが知られている。